# Piazza del Gesù (Roma)
Piazza del Gesù è una delle più tipiche piazze del centro storico di Roma, prendendo il nome dalla omonima chiesa dell'ordine dei gesuiti. Deve la sua celebrità anche:
- al Palazzo Cenci-Bolognetti, al civico 46, dove fino al 1994 aveva la sua sede nazionale il partito della Democrazia Cristiana;
- al fatto che, dal 1910, al civico 47 ha sede l'obbedienza massonica serenissima Gran Loggia d'Italia degli Alam;
- a Palazzo Altieri posto sul lato opposto della piazza lungo via del Plebiscito e sede dell'ABI.

Nelle immediate vicinanze si incontrano anche largo di Torre Argentina, via delle Botteghe Oscure e piazza Venezia.

## Età imperiale
Nella zona della piazza, fino a piazza Grazioli, si estendeva anticamente il Portico dei Due Divi, una grande piazza porticata realizzata da Domiziano per rendere omaggio al fratello Tito ed al padre Vespasiano, nel luogo dove i due divi avevano pernottato prima di celebrare il trionfo. Successivamente, fino a tutto il Medio Evo, l'area era nota per la presenza del Porticus Pallacinae.

## Prima della Chiesa
Prima dell'edificazione della Chiesa del Santissimo Nome di Gesù (questo il nome completo), voluta dal pontefice Paolo III nel 1541, l'area era occupata dalla piccola chiesa dedicata a Santa Maria della Strada.
Mentre allora l'area prendeva il nome di piazza degli Altieri, in ragione delle vicine case poi sostituite da Palazzo Altieri (in via del Plebiscito 49), la chiesa era in precedenza della famiglia Astalli, che per corruzione si trasformò da de Astariis in de Stara. All'interno era contenuta una rappresentazione antichissima della Madonna, oggi conservata nella chiesa presente.

## Chiesa del Gesù

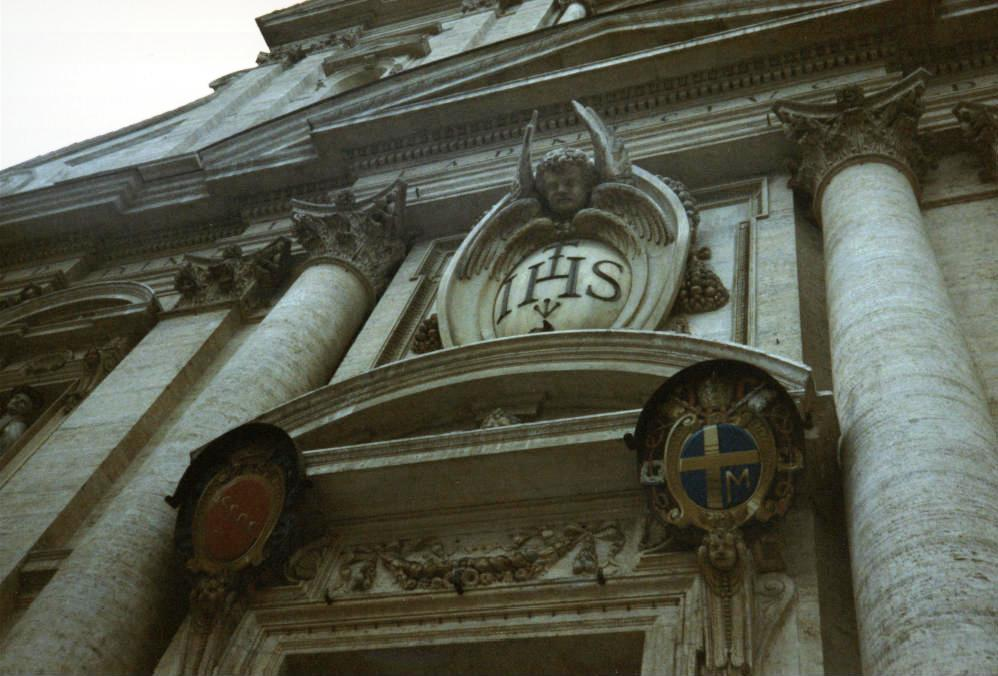
L'entrata della Chiesa del Gesù nella piazza omonima.

Sant'Ignazio di Loyola sviluppa l'idea della costruzione dal 1550, interpellando anche Nanni di Baccio Bigio e il più celebre Michelangelo, ma bisogna aspettare ben diciotto anni dopo per ottenere il primo finanziamento, permesso dal cardinale Alessandro Farnese. Fu seguito il progetto di Vignola sotto la direzione dei padri gesuiti Giovanni Tristano e Giovanni De Rosis, mentre la facciata fu realizzata da Giacomo Della Porta.
La chiesa viene consacrata nel 1584. La decorazione delle cappelle laterali, realizzata nel 1590, deve la sua materia alle Terme di Tito, da cui furono spoliati i marmi con cui realizzare l'opera. Nella cappella di Sant'Ignazio vi è un altare con alcuni Angeli sorreggenti un mappamondo: questo era considerato il più grande lapislazzuli esistente: tuttavia, un recente restauro ha smentito l'ipotesi, poiché ha constata che la sfera è in realtà composta da cemento coperto di lapislazzuli. Nello stesso luogo si trova un gruppo di stucco ritraente la Trinità e con una statua d'argento del santo: questa fu modellata da Canova, ma l'originale realizzata da Pietro Legros venne utilizzata da papa Pio VI per effettuare il pagamento a Napoleone imposto dal trattato di Tolentino.

## Casa Professa
Nella stessa piazza, allineato alla facciata della chiesa, vi è, al numero 45, il palazzo voluto dal cardinale Odoardo Farnese che ospitò a lungo Ignazio di Loyola il santo gesuita (sono infatti aperte al pubblico le Camere di Sant'Ignazio) dove morì nel 1543. Vi ha avuto sede per la prima volta la Compagnia di Gesù. All'interno della Casa Professa dei Gesuiti sono presenti (e aperti al pubblico) le stanze in cui abitò sant'Ignazio di Loyola alle quali si accede passando per un corridoio prospettico affrescato da Andrea Pozzo.

## Palazzo Cenci-Bolognetti

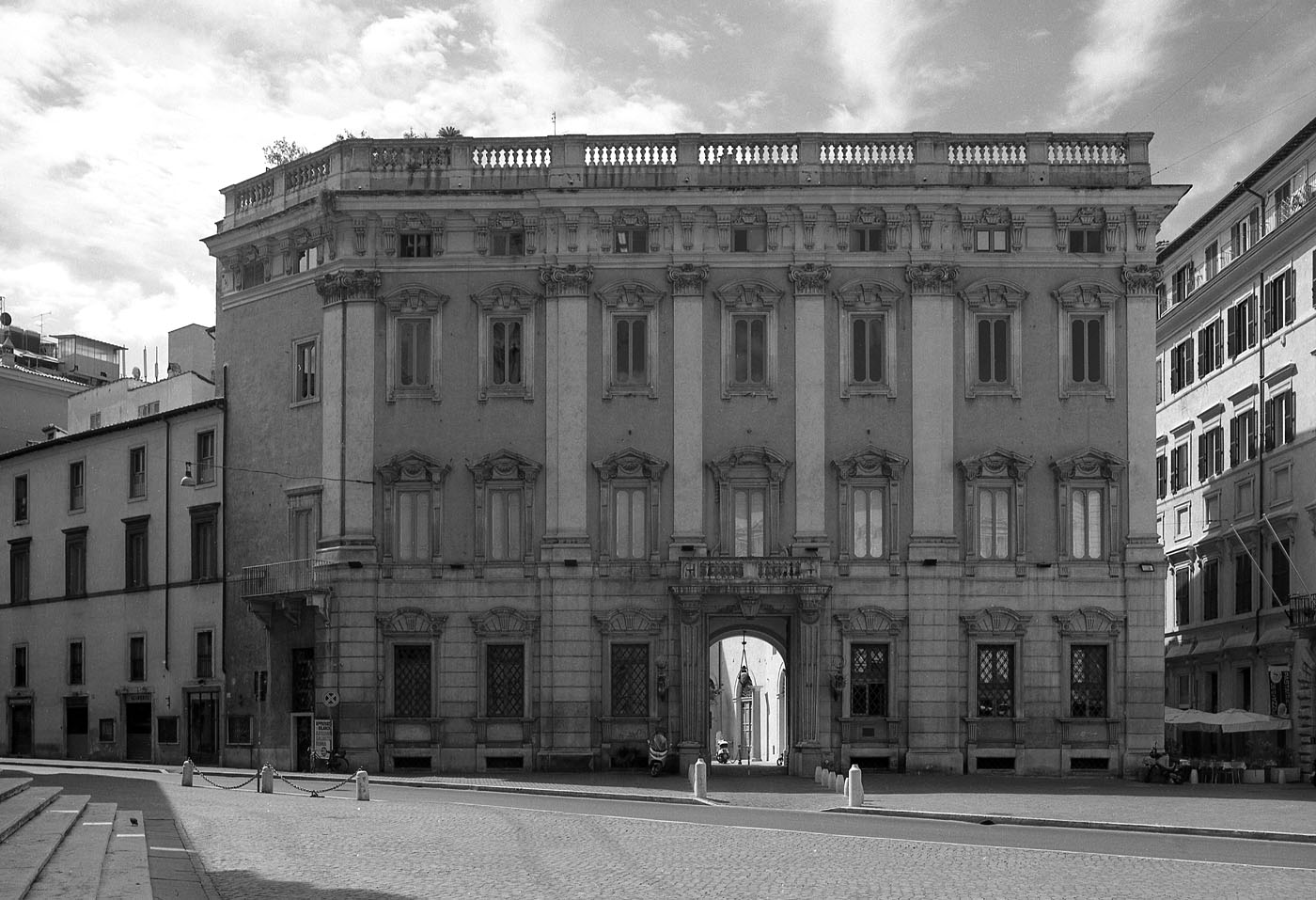
Palazzo Cenci Bolognetti

Il palazzo fu edificato nel 1737 come prolungamento del limitrofo di Alessandro Petroni. La facciata, opera di Ferdinando Fuga, è di otto anni posteriore. Fu sede della Democrazia Cristiana dal 1944. Dopo un lungo conflitto giudiziario è rimasto in disponibilità - con il simbolo - di una delle formazioni democristiane nate dal disfacimento della DC, la nuova DC.

## Curiosità
Nella piazza vi è solitamente molto vento, fenomeno naturale dovuto probabilmente alla vicinanza del Campidoglio. Secondo un'antica leggenda popolare ciò dipenderebbe però dal fatto che il vento attende qui l'uscita del diavolo dalla vicina Chiesa del Gesù, essendovi entrato per sbrigare (a suo dire) alcune faccende. 

## Dintorni e collegamenti

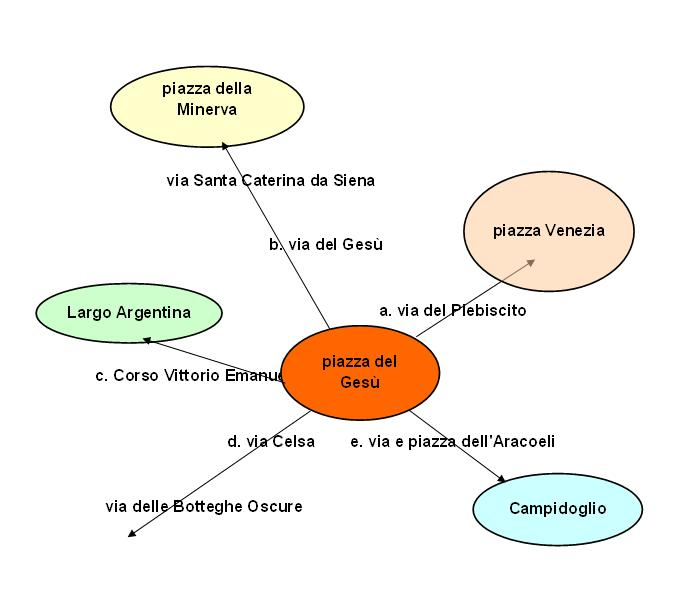
Dintorni

Piazza del Gesù è uno dei nodi strategici (e critici) del traffico nel centro di Roma.
Vi confluiscono infatti diverse strade lungo le quali si incontrano numerose emergenze monumentali.
- Piazza Venezia
- Campidoglio
- Largo Argentina
- Palazzo Altieri
- Crypta Balbi
- Idrocronometro
- Pantheon
- via del Plebiscito
- via delle Botteghe Oscure